# Josefin (sång)
Josefin, är en sång framförd av den svenska artisten Albin Lee Meldau från EP:n Epistlar, skriven av Albin och Peter Kvint. Den släpptes i april 2021 och har sedan dess legat på Sverigetopplistan i 23 veckor. I oktober 2021 hade sången spelats över 81 000 000 gånger på musikströmningstjänsten Spotify.
Låten är inspirerad av en av Meldaus stora idoler Cornelis Vreeswijk och skrevs med tre saker som enligt honom en Vreeswijk-låt måste innehålla: ”Ett kvinnonamn, självförakt och galla”.

## Listplaceringar
| Lista   | Listplacering |
| ------- | ------------- |
| Sverige | 15            |